# Clontarf
Clontarf (irsk: Cluain Tarbh, Tyrens Eng) er en velhavende kystforstad på Northside af Dublin i byens postdistrikt Dublin 3. Historisk har der været to bebyggelser; én ved kysten og fiskelejet Clontarf Sheds, og en længere mod nord, hvor Vernon Avenue ligger. Clontarf har en række detailvirksomheder der primært er centreret omkring Vernon Avenue. Den ligger op til Fairview, Marino, Killester og Raheny, og Clontarf ligger inden for Dublin City Council.
I år 1014 blev slaget ved Clontarf udkæmpet, hvor Brian Boru, Irlands højkonge, der besejrede vikinger fra Dulin og deres allierede irere fra Leinster. Slaget foregik over et stort område fra det moderne Ballybough til Kilbarrack og ses som enden på vikingernes indflydelse i Irland.